# 충북경제자유구역청 충주지청
충북경제자유구역청 충주지청(忠北經濟自由區域廳 忠州支廳)은 충북경제자유구역 중 에코폴리스지구에 관한 업무를 관장하기 위하여 설립된 충청북도청 충북경제자유구역청 소속기관으로 충주지청장(3급)은 지방부이사관으로 보한다. 출범 초 인원은 지청장과 팀장 2명, 7급 직원 3명, 기능직 인력 1명 등 모두 12명으로 구성되었다. 충청북도 충주시에 위치하고 있다.

## 설립 근거
- 충북경제자유구역청 설치 조례 시행규칙[6]

## 연혁
- 2013년 4월 25일 충북경제자육구역청 및 충주지청 동시 개청[7]

## 관할 구역
- 에코폴리스지구(충주시 중앙탑면

## 주요 업무
- 에코폴리스 주요정책 개발 및 조정에 관한 사항
- 에코폴리스 업무계획에 관한 사항
- 사업예산 편성·운용에 관한 사항
- 국고보조금 확보 및 관리에 관한 사항
- 토지 및 물건 등 보상 지원에 관한 사항
- 대한민국 내·외 투자자 및 내방객 현장 홍보·안내에 관한 사항
- 에코폴리스 투자유치 홍보물 제작 및 배포에 관한 사항
- 에코폴리스 민원 전반에 관한 사항
- 부동산 투기 지도단속에 관한 사항
- 에코폴리스내 기업불편사항 처리에 관한 사항
- 외국인 투자기업 조세감면 신청 등 행정서비스 제공에 관한 사항
- 에코폴리스 투자기업 인허가 등 지원에 관한 사항
- 에코폴리스 사업시행자 선정에 관한 사항
- 에코폴리스 개발사업 추진 및 조정에 관한 사항
- 실시계획 수립 및 변경에 관한 사항
- 개발관련 각종 위원회 구성 및 운영에 관한 사항
- 환경영향평가 협의 및 사후관리 등에 관한 사항
- 에코폴리스 기반시설 국비확보에 관한 사항
- 에코폴리스 물류기본계획 수립 및 변경에 관한 사항
- 투자유치 정책개발 및 지원제도에 관한 사항
- 에코폴리스 외국인 생활여건 개선을 위한 시책개발에 관한 사항
- 산업별 투자유치 전략 및 국내외 투자 유치업무
- 대한민국 내외 잠재투자기업 발굴 및 데이터베이스구축 관리에 관한 사항
- 대한민국 내외 외국인 투자유치 지원기관 협력에 관한 사항
- 대한민국 내외 투자유치 상담 및 사후관리
- 유관기관 및 개발기업 방문 및 상담
- 외국인 투자유치 상담 및 투자기업 지원에 관한 사항

## 조직
- 충주지청장
- 총괄부